# Бразоль, Евгений Григорьевич
Евгений Григорьевич Бразоль (1799—1879) — полтавский губернский предводитель дворянства с 1844 по 1847 год.

## Биография
Происходил из дворянского рода Бразолей. Обучался в Харьковском университете. Поступил на службу в 1819 году юнкером в конноегерский полк, где и был до 1829 года, когда вышел в отставку с чином поручика. В 1835 году был почетным смотрителем Зеньковского уезда, ранее годом занял место помощника директора удельного земледельческого училища. Состоял вице-президентом губернского попечительного комитета о тюрьмах и почетным попечителем полтавской гимназии. С 1841 по 1844 год был зеньковским уездным предводителем. С 20 ноября 1844 года по 28 сентября 1847 года был полтавским губернским предводителем дворянства.